# Nhất vị luận
Nhất vị luận (tiếng Anh: Unitarianism, từ tiếng Latinh unitas "duy nhất") là phong trào thần học cho rằng Thiên Chúa là một ngôi vị, khác với giáo lý Ba Ngôi của hầu hết các nhánh Kitô giáo tin rằng Thiên Chúa là một bản thể trong ba ngôi vị: Cha, Con, và Thánh Linh. Người theo Nhất vị luận tin rằng Giê-su được Thiên Chúa hướng dẫn, và là Đấng cứu chuộc, nhưng không phải là thần linh hay Thiên Chúa nhập thể làm người. Nhất vị luận không hợp thành một hệ phái đơn nhất nhưng đây là thuật từ dùng để gọi các nhóm Kitô giáo khác nhau, dù có liên hệ lịch sử với nhau hay không, cả trước đây và còn tồn tại, mà có chung một ý niệm thần học về bản tính duy nhất của Thiên Chúa.
Nhất vị luận cũng được biết đến vì sự khước từ một số giáo lý như nguyên tội, sự tiền định, tính vô ngộ của Kinh Thánh. Về mặt lịch sử, phong trào Nhất vị luận gắn với một cách tiếp cận triệt để trong Cải cách Kháng nghị, ban đầu được tổ chức tại Thịnh vượng chung Ba Lan–Litva và Transylvania vào giữa thế kỷ 16, hình thành nên Giáo hội Nhất vị luận Transylvania. Cho tới thế kỷ 18, Nhất vị luận tại Anh thường chịu sự áp bức chính trị. Tại Mỹ, thần học Nhất vị luận xuất hiện từ vùng New England và Trung Atlantic. Giáo đoàn King's Chapel tại Boston dưới sự giảng thuyết của James Freeman đã sửa đổi sách cầu nguyện chung theo giáo lý Nhất vị luận từ năm 1786.
Encyclopedia of American Religions của J. Gordon Melton xếp Nhất vị luận vào tập hợp các giáo hội theo thần học tự do. Từ giữa thế kỷ 19 với ảnh hưởng của thuyết siêu việt, các giáo đoàn nhất vị luận ngả theo chiều hướng đa nguyên tôn giáo và từ bỏ căn tính Kitô giáo. Năm 1961, Hiệp hội Nhất vị luận Hoa Kỳ hợp nhất với Giáo hội Phổ độ Hoa Kỳ để trở thành Hiệp hội Phổ độ Nhất vị luận. Hình thức Phổ độ giáo Nhất vị luận (Unitarian Universalism) mới này là một tôn giáo hỗn hợp tự do, không tuyên xưng các tín lý cố định.